# 자마린
자마린(Xamarin)은 2011년 5월, Mono, MonoTouch, Mono for Android 개발자인 미구엘 데 이카사에 의해 설립된 기업이다. 이러한 3 개의 소프트웨어는 공통 언어 기반으로 크로스 플랫폼을 구현하기 위해 만들어졌다. 리눅스등의 유닉스 계열 OS, 아이폰 등의 iOS, 안드로이드에서 동작하는 .NET 환경이다. 2016년 2월 24일 마이크로소프트가 인수했으며, 2016년 3월 31일 마이크로소프트는 자마린을 무료로 전환했다. 즉 C#으로 윈도우 기반은 물론, 리눅스, iOS, 안드로이드에서 동작하는 프로그램을 만들 수 있게 되었다.

## 역사
- 2000년 6월 마이크로소프트는 .NET Framework를 처음으로 공표했다. Ximian의 미구엘 데 이카사는 닷넷프레임워크가 리눅스 버전에서도 실현 가능한지 조사를 시작했다. 그 후, 2001년 6월 19일, 모노라는 오픈 소스 프로젝트가 시작되었다. 모노를 지원했던 Ximian은 2003년 8월 4일, 노벨에 인수되었다.
- 2011년 4월 Attachmate에 의한 노벨의 인수 후, Attachmate는 수백 명에 달하는 노벨 직원의 해고를 발표했다. 여기에는 Mono 개발자가 포함되어 있었다. Attachmate는 Mono의 미래에 의문을 제기하여 개발자들을 해고 했다.
- 2011년 5월 16일, 미구엘은 자신의 블로그에서, Mono를 새로운 기업 Xamarin에서 개발 및 지원한다고 발표했다. Xamarin는 휴대 전화 (모바일) 제품에 대한 새로운 소프트웨어 제품군을 공개할 계획을 세우고 있다고 그는 말했다.

이 발표 후, 프로젝트에 문제가 생겼는데, MonoTouch 및 Mono for Android가 Attachmate에 의해 유지되는 상용 제품과 직접 경쟁한다는 점과, 이전 노벨에 고용되어있는 동안 개발한 기술을 동일한 저작물에 대해 이용하지 않는다는 것을 증명하는 것이 어려운 점이었다. 그러나 2011년 7월 Xamarin에 Mono, MonoTouch, Mono for Android에 관련된 모든 지적 재산권 및 각 프로젝트의 관리 권한을 공식적으로 인도한다는 내용을 포함 영구 라이센스 계약을 체결했다.
- 2016년 2월 24일 Xamarin는 마이크로소프트에 인수하기로 합의했다고 발표했다.
- 2016년 3월 31일 마이크로소프트는 자마린을 무료로 전환했다.[1]